# Zaza Brillanti
Zaza Brillanti (en griego: Ζαζά Μπριλλάντη; 1897-1975) fue una cantante griega y actriz de cine mudo y teatro. Se especializó en teatro musical y operetas. Participó en las películas mudas griegas Michael Doesn't Have Any Change (1924), Concetta's Love Saves Michael (1926), The Adventures of Villar y muchas otras. Grabó música que se vendió nacional e internacionalmente. Algunas de sus canciones de éxito fueron Ah Marie (Αχ Μαρί), Olga the Singer (Όλγα η Τραγουδίστρα) y The Cigarrette (Το Σιγαρέτο). Fue una actriz y música de fama mundial que actuó en todo el mundo. Cantó varias canciones escritas por el célebre compositor griego Theophrastos Sakellaridis y también colaboró con él en proyectos de teatro musical. A su muerte dejó toda su fortuna a la Unión de Actores Griegos (ΤΑΣΕΗ ).
Nació en Esmirna y comenzó a actuar en esa ciudad, para más tarde viajar a Estambul. Se hizo popular en Estambul y una de sus actuaciones de la época fue el papel de una soubrette llamada Lily en la opereta The Rose of Istanbul. Más tarde viajó a Atenas, donde fue descubierta por Theophrastos Sakellaridis y Papaioannou. Actuó en innumerables obras de teatro musical, como To Fintanáki (Τό Φυντανάκι), Blue Mazurka (Μπλέ Μαζούρκα) y The Queen of the Fox Trot (Η βασίλισσα τού Φόξ Τρότ). Viajó por todo el mundo como intérprete, incluido Estados Unidos. Hacia el final de su carrera, se retiró del teatro pero siguió cantando hasta su muerte en 1975. Murió a los 78 años en Atenas, Grecia.

## Biografía
Nació en Esmirna y actuó por primera vez en el teatro de esa ciudad.  Se hacía llamar Zacharoula.  Formó parte de la compañía teatral Metrika.  En 1916, a los diecinueve años, interpretó el papel de una soubrette llamada Lily en la opereta La rosa de Estambul.  Se hizo famosa en Estambul y adquirió notoriedad como actriz.  Tres años más tarde estuvo en Atenas acompañada por el aclamado actor griego del teatro nacional Giorgios Glinos.  Lamentablemente, Zaza no era muy conocida en la ciudad, pero entró a formar parte del Teatro Pappioannou porque el propietario del teatro necesitaba tenores y contrató a Glinos.  Como favor a Glinos, también contrató a Zaza. La primera actuación de Zaza en Atenas fue un éxito épico e impresionó a Theophrastos Sakellaridis y Papaioannou.  Se convirtió en una conocida intérprete de opereta en Atenas, Grecia.
Siguió colaborando con Theophrastos Sakellaridis y apareció en varias películas mudas a lo largo de su carrera, entre ellas The Adventures of Villar.  Estudió música y danza en Milán, Italia.  Más adelante en su carrera, interpretó revista y comedia musical.  Actuó en Margarita (Μπαγιαντέρα) escrita por Emmerich Kálmán, Mazurka azul (Μπλέ Μαζούρκα), Korydallós (Κορυδαλλός) escrita por Franz Lexar (Φραντς Λέχαρ), Zinkolét (Ζιγκολέτ), Ollandéza (Ολλανδέζα), Madame de temps (Μαντάμ ντέ Τέμπ), Modern Gils (Μοντέρνα Κορίτσια) y La reina del fox trot (Η βασίλισσα τού Φόξ Τρότ) de Joseph Ritchiardi (Ιωσηφ Ριτσιάρδη).  Viajó a Europa y actuó internacionalmente con Spyros Patrikios y Manos Flippidis.  A su regreso a Grecia en la década de 1930 también participó en To Fintanáki (Τό Φυντανάκι) de Pantelis Horn en el Teatro Samartzi (θεατρο Σαμαρτζη).  Zaza también formó una compañía teatral con Anna Lora y actuó en el teatro Dionysia de Kallithea, Atenas.
Su última actuación en un escenario fue en 1947. La conocida actriz actuó internacionalmente de 1950 a 1954 en diferentes países.  Continuó su carrera como cantante.  El 8 de noviembre de 1953 actuó en el Manhattan Center de la calle 311 West 34, en Estados Unidos.  Cantó canciones del teatro musical griego.  En 1964 apareció con frecuencia en la escena musical griega en diferentes clubes nocturnos conocidos como boîte (μπουάτ) en Atenas.  Uno de estos locales era el Studio Oniron.  Era muy apreciada entre el público joven; estas fueron sus últimas actuaciones en público.  Murió en 1975, dejando toda su fortuna a la Unión de Actores Griegos.